# Ваке

34°48′10″ пн. ш. 134°9′27″ сх. д. / 34.80278° пн. ш. 134.15750° сх. д.
Ваке (яп. 和気町) — містечко в Японії, в повіті Ваке префектури Окаяма.